# Circonscription d'Assa-Zag
La circonscription d'Assa-Zag est la circonscription législative marocaine de la province d'Assa-Zag située en région Guelmim-Oued Noun. Elle est représentée dans la Xe législature par Hamdi Ouaissi et Rachid Tamek.

## Historique des députations
| Législature | Début de mandat  | Fin de mandat    | Députés élus | Députés élus         | Députés élus | Députés élus       |
| ----------- | ---------------- | ---------------- | ------------ | -------------------- | ------------ | ------------------ |
| IXe         | 26 novembre 2011 | 7 octobre 2016   |              | Hamdi Ouaissi (USFP) |              | Rachid Tamek (PAM) |
| Xe          | 8 octobre 2016   | 8 septembre 2021 |              | Hamdi Ouaissi (USFP) |              | Rachid Tamek (PAM) |
| XIe         | 9 septembre 2021 | ?                |              | Mahmoud Abba (USFP)  |              | Rachid Tamek (PAM) |

## Historique des élections

### Découpage électoral d'octobre 2011

#### Élections de 2011
| Parti       | Parti                                                       | Voix   | %      | Députés élus  |  |
| ----------- | ----------------------------------------------------------- | ------ | ------ | ------------- |  |
|             | Union socialiste des forces populaires (USFP)               | 2 809  | 24,40  | Hamdi Ouaissi |  |
|             | Parti authenticité et modernité (PAM)                       | 2 158  | 18,74  | Rachid Tamek  |  |
|             | Union constitutionnelle (UC)                                | 1 784  | 15,50  |               |  |
|             | Parti de l'Istiqlal (PI)                                    | 1 721  | 14,95  |               |  |
|             | Parti du progrès et du socialisme (PPS)                     | 864    | 7,50   |               |  |
|             | Mouvement démocratique et social (MDS)                      | 640    | 5,56   |               |  |
|             | Parti de la justice et du développement (PJD)               | 607    | 5,27   |               |  |
|             | Mouvement populaire (MP)                                    | 370    | 3,21   |               |  |
|             | Parti travailliste (PT)                                     | 333    | 2,89   |               |  |
|             | Front des forces démocratiques (FFD)                        | 96     | 0,83   |               |  |
|             | Parti de la gauche verte (PGV)                              | 39     | 0,34   |               |  |
|             | Parti socialiste (PS)                                       | 28     | 0,24   |               |  |
|             | Parti Al Ahd Addimocrati (AHD)                              | 15     | 0,13   |               |  |
|             | Parti de l'action (PA)                                      | 13     | 0,11   |               |  |
|             | Rassemblement national des indépendants (RNI)               | 10     | 0,09   |               |  |
|             | Parti de l'environnement et du développement durable (PEDD) | 10     | 0,09   |               |  |
|             | Parti démocrate national (PDN)                              | 7      | 0,06   |               |  |
|             | Parti du centre social (PCS)                                | 5      | 0,04   |               |  |
|             | Parti marocain libéral (PML)                                | 4      | 0,03   |               |  |
|             |                                                             |        |        |               |  |
| Inscrits    | Inscrits                                                    | 15 026 | 100,00 |               |  |
| Abstentions | Abstentions                                                 | 3 513  | 23,38  |               |  |
| Exprimés    | Exprimés                                                    | 11 513 | 76,62  |               |  |

#### Élections de 2016
| Parti       | Parti                                         | Voix   | %      | Député(s) élus |  |
| ----------- | --------------------------------------------- | ------ | ------ | -------------- |  |
|             | Parti authenticité et modernité (PAM)         | 4 916  | 43,29  | Rachid Tamek   |  |
|             | Union socialiste des forces populaires (USFP) | 3 070  | 27,03  | Hamdi Ouaissi  |  |
|             | Union constitutionnelle (UC)                  | 1 604  | 14,12  |                |  |
|             | Mouvement populaire (MP)                      | 492    | 4,33   |                |  |
|             | Front des forces démocratiques (FFD)          | 491    | 4,32   |                |  |
|             | Parti de la justice et du développement (PJD) | 439    | 3,87   |                |  |
|             | Parti du progrès et du socialisme (PPS)       | 121    | 1,07   |                |  |
|             | Parti de l'Istiqlal (PI)                      | 114    | 1,00   |                |  |
|             | Rassemblement national des indépendants (RNI) | 62     | 0,55   |                |  |
|             | Fédération de la gauche démocratique (FGD)    | 48     | 0,42   |                |  |
|             |                                               |        |        |                |  |
| Inscrits    | Inscrits                                      | 17 189 | 100,00 |                |  |
| Abstentions | Abstentions                                   | 5 832  | 33,93  |                |  |
| Exprimés    | Exprimés                                      | 11 357 | 66,07  |                |  |

#### Élections de 2021
| Parti       | Parti                                                       | Voix   | %      | Député(s) élus |  |
| ----------- | ----------------------------------------------------------- | ------ | ------ | -------------- |  |
|             | Parti authenticité et modernité (PAM)                       | 5 025  | 30,63  | Rachid Tamek   |  |
|             | Union socialiste des forces populaires (USFP)               | 3 544  | 21,60  | Mahmoud Abba   |  |
|             | Parti de la justice et du développement (PJD)               | 3 504  | 21,36  |                |  |
|             | Rassemblement national des indépendants (RNI)               | 2 419  | 14,73  |                |  |
|             | Parti de l'Istiqlal (PI)                                    | 1 299  | 7,92   |                |  |
|             | Mouvement populaire (MP)                                    | 431    | 2,63   |                |  |
|             | Parti du progrès et du socialisme (PPS)                     | 98     | 0,60   |                |  |
|             | Parti de l'environnement et du développement durable (PEDD) | 44     | 0,27   |                |  |
|             | Parti des Néo-Démocrates (PND)                              | 33     | 0,20   |                |  |
|             | Parti de la liberté et de la justice sociale (PLJS)         | 11     | 0,07   |                |  |
|             |                                                             |        |        |                |  |
| Inscrits    | Inscrits                                                    | 20 390 | 100,00 |                |  |
| Abstentions | Abstentions                                                 | 3 982  | 19,53  |                |  |
| Exprimés    | Exprimés                                                    | 16 408 | 80,47  |                |  |